# جون دنلوب (لاعب شطرنج)
جون دنلوب (بالإنجليزية: John Dunlop)‏ هو لاعب شطرنج نيوزيلندي، (و. 1884 – 1973 م).

## وصلات خارجية
- جون دنلوب على موقع مباريات الشطرنج (الإنجليزية)